# Гай Цейоний Руфий Волузиан
Гай Цейоний Руфий Волузиан (на латински: Gaius Ceionius Rufius Volusianus; * 246/249 г.; † след 313 г.) е политик и преториански префект на Римската империя през 3 и 4 век.
Волузиан e clarissimus vir. От 281/283 до 289/291 г. той е управител (corrector Italiae) на Италия.
305/306 г. е назначен от император Максенций за проконсул на провинция Африка. След това той става преториански префект и 309/310 г. потушава опита за узурпация на Домиций Александър. Затова Максенций го награждава като го прави през 310 – 311 г. praefectus urbi на Рим и с консулат.
През 311 г. Волузиан е консул заедно с Арадий Руфин за Италия/Африка.
Император Константин I Велики го прави през 313 – 315 г. отново praefectus urbi и консул през 314 г.
Волузиан е женен за Нумия Албина, дъщеря на Нумий Албин (консул 263 г.). Неговият син Цейоний Руфий Албин e консул 335 г.